# 林春祈
林春祈（1836年四月六日丑時—1890年四月七日卯時），字锡爵、諡穆忠，人稱林部爺，清台灣南投廳北投堡北投埔庄（今台灣南投縣草屯鎮北投埔）人，林姓宗族地方領導，在戴潮春事件中協助官府對抗戴軍，在北勢湳一役中出力甚多。

## 宗族
林春祈是月眉林氏宗族「鵝房」第十八世孫。月眉林氏宗族是元朝至正年間林長清的後裔，林長清生於象山東坑仔，徙至永豐里和溪墟麟埜社後，成當地林姓宗族開基祖。其八世孫林文渙，因為居於鵝墌坪而號稱「鵝房」；清初，林長清的十三、十四、十五世孫共六房，自今嘉義縣布袋港處登陸臺灣，先在今梅山鄉一帶暫居，而後遷徙到月眉一帶，以月眉厝龍德廟為家族的信仰中心。六房中奉祀關公與觀音的各半、每年輪流主祭，而「鵝房」屬奉祀觀音的一方。
林春祈誥授奉政大夫四品藍翎知州，胞弟林春梗也侍贈五品軍功，兩人均為清代族中賢達。其後代地方頭人有二十世林野，臺灣日治時期任草屯街協議會議員。

## 生平
林春祈生於1836年（清道光十六年）四月初六丑時，卒於1890年(清光緒十六年)四月初七卯時 咸豐年間於北投堡擔任職員，加入登瀛書院的玉峰社。
1862年（清同治元年），林春祈與林文翰、邱石莊、簡榮卿、洪玉崑和南投大家族的頭人聚於倚南軒，為當時有擴大之勢的戴潮春事件做準備。次年4月28日，林春祈和多名彰化、北投堡、南投堡的舉人、生員參與陳肇興所組的六堡同盟，發動鄉勇響應官兵，共同對抗戴潮春勢力。其中多人初交戰即遭陳永明、陳輝、黃丁目、蕭金泉等戴黨軍隊擊敗；而林春祈則是因為遭內賊連同戴黨截斷水道，使農作歉收，導致家中財產盡空，全部用於軍火，但仍勉強守住鄉里。6月16日，陳捷三與戴黨楊目丁在濁水溪一帶大戰，獲得陳貞元、陳上治合兵支援，生擒了楊目丁後斬首摘心；自此中部反戴聯軍開始反攻，林春祈也從北投埔引兵助攻。
1864年11月，官軍丁曰健攻打在北勢湳的洪欉，北勢湳由於道路曲折、易守難攻，官軍攻勢受阻，李光輝、林春甚至中伏身亡。林春祈為鄭榮擔任嚮導，挖地道深入洪欉宅底，以火藥炸坍了房屋，使洪軍軍心動搖。後來洪欉被火炮擊殺、其弟洪璠遭其妾劉氏綁縛後交給丁曰健，洪軍遂平。林春祈因此受封「誥授奉政大夫藍翎知州」。

## 「刑期無刑」匾

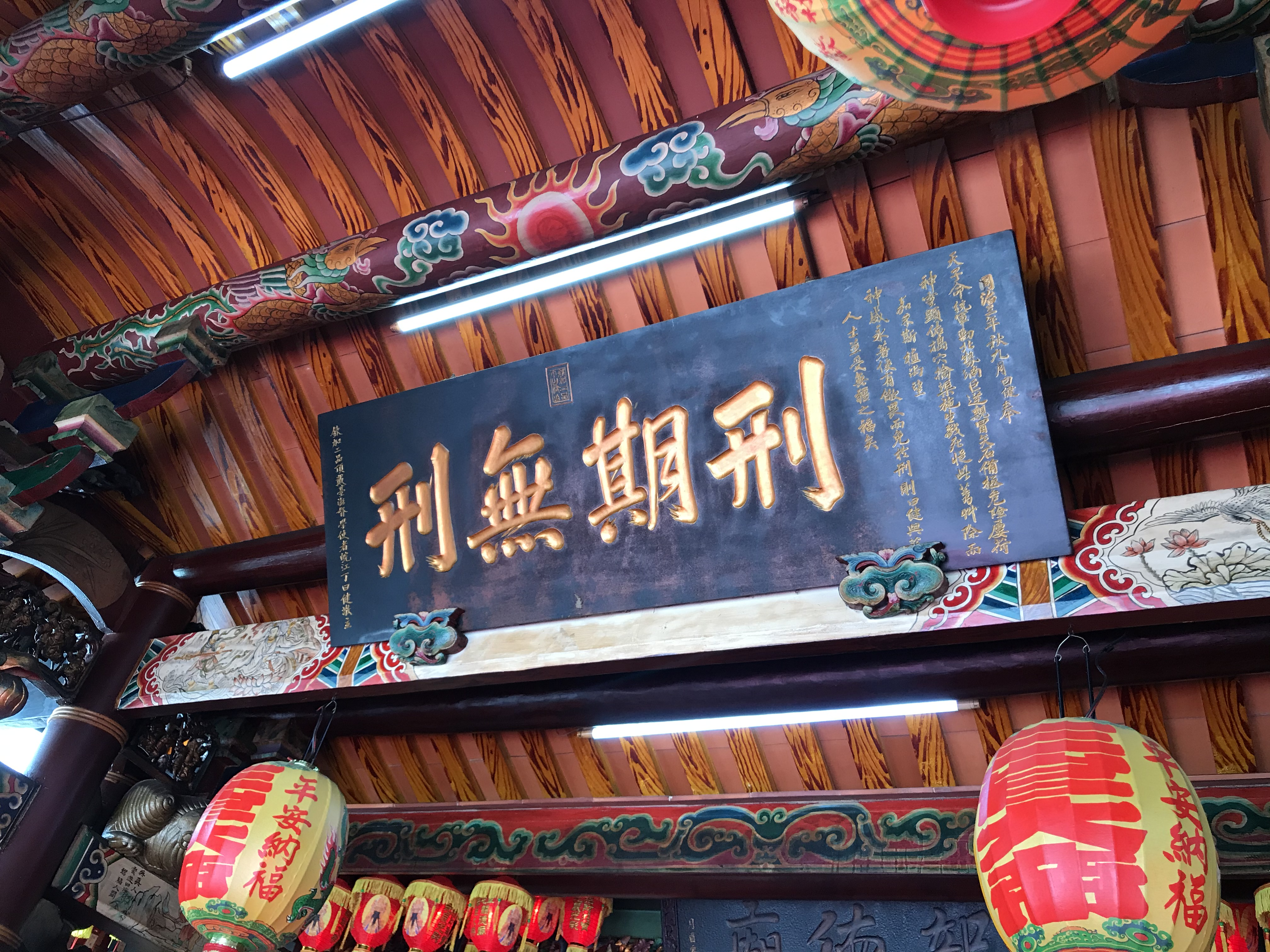
「刑期無刑匾」，丁曰健敬獻於月眉厝龍德廟。

「刑期無刑」匾是台灣南投縣草屯鎮月眉厝龍德廟中保存的國家重要古物，於1865年（清同治四年）由丁曰健獻立。該匾除了「刑期無刑」四字之外，也敘述了北勢湳一役的民間傳說。文中提及丁曰健行軍經龍德廟時，廟內乩童以保生大帝之名攔其轎。丁只能留宿林春祈宅，次日獲神明指示需駐兵在北勢湳五里外候機進攻。丁曰健聽旨按兵不動，並派人威脅洪欉姻親，策動洪氏母舅毒害洪欉，待洪營內亂後進兵。平亂後，丁氏獲皇帝賜「刑期無刑」四字，因此製匾獻於廟中。
此匾所述的北勢湳之役，林春祈出力甚多，但在保生大帝顯靈傳說中僅提供丁宿於其家中，未提及挖地道事。據學者謝貴文推論，林春祈極有可能是洪欉的姻親，依《大清律例》，是謀反罪可誅連的親族之一；因此林春祈加入官軍對抗洪欉是「大義滅親」的自保之舉，而丁曰健則認為其功僅足以折過，所以在表功奏折中只提及挖掘地道的呂偉徠與施福，未提及林錫爵。